# Laurie Michelle Bridges
Laurie Michelle Bridges (K. I. Sawyer Air Force Base, condado de Marquette, Michigan, Estados Unidos, 12 de noviembre de 1972) es una bibliotecaria estadounidense especializada en bibliotecas académicas, tecnologías y educación.

## Carrera profesional
Obtuvo un máster en Ciencias de la Información por la Universidad de Washington en 2006. Desde septiembre de ese mismo año trabaja como bibliotecaria y profesora asociada en la Universidad Estatal de Oregón, más concretamente en la Valley Library, especializada en formación y tecnologías emergentes. Actualmente, está realizando su doctorado en inteligencia artificial y alfabetización informacional en el programa de Información y Comunicación de la Universidad de Barcelona.
Sus líneas de investigación incluyen el uso de la Wikipedia en el ámbito de la educación superior y las bibliotecas académicas, la justicia social en la educación superior y la justicia lingüística, el uso que hacen las bibliotecas de las redes sociales, la alfabetización informacional (ALFIN),  así como el libre acceso a la información y las fake news, entre otros.
También es coeditora del libro Wikipedia and Academic Libraries: a global project, publicado en  2021, junto con Raymond Pun y Roberto A. Arteaga. 
Forma parte también de diferentes asociaciones profesionales: es miembro de la Asociación de Bibliotecas de Estados Unidos, la Association of College and Research Libraries, y es la coordinadora de información de la Freedom of Access to Information and Freedom of Expression (FAIFE) Advisory Committee, de la Federación Internacional de Asociaciones de Bibliotecarios y Bibliotecas.

## Premios y distinciones
- En 2020 recibió ella premio ACRL-Oregon Award por ella proyecto Writing African American History into Wikipedia.[9]
- En 2008 recibió ella distinción como Emerging Leader por parte de la Asociación de Bibliotecas de Estados Unidos.[10]

## Publicaciones
- Wikipedia and Academic Libraries: a global project
- Bridges, Laurie; Park, Diana; Edmunson-Morton, Tiah (28 de octubre de 2019). «Writing African American History Into Wikipedia». OLA Quarterly (en inglés) 25 (2). ISSN 1093-7374. doi:10.7710/1093-7374.1987. Consultado el 8 de abril de 2021.
- «Wikipedia and Academic Libraries: Gathering best practices of professionals « Library Policy and Advocacy Blog» (en inglés estadounidense). Consultado el 17 de mayo de 2021.
- Bridges, Laurie M. «A perspective on Wikipedia: Approaches for educational use». The Journal of Academic Librarianship (en inglés) 46 (1): 102090. 1 de enero de 2020. ISSN 0099-1333. doi:10.1016/j.acalib.2019.102090. Consultado el 17 de mayo de 2021.
- Bridges, Laurie M. «A Perspective on Wikipedia: Your Students Are Here, Why Aren't You?». The Journal of Academic Librarianship (en inglés) 45 (2): 81-83. 1 de marzo de 2019. ISSN 0099-1333. doi:10.1016/j.acalib.2019.01.003. Consultado el 17 de mayo de 2021.
- Bridges, Laurie M.; Park, Diana; Edmunson-Morton, Tiah K. (28 de octubre de 2019). «Writing African American History Into Wikipedia». OLA Quarterly (en inglés) 25 (2): 16-21. ISSN 1093-7374. doi:10.7710/1093-7374.1987. Consultado el 17 de mayo de 2021.
- McElroy, Kelly; Bridges, Laurie M. Multilingual access: Language hegemony and the need for discoverability in multiple languages | McElroy | College & Research Libraries News (en inglés estadounidense). doi:10.5860/crln.79.11.617. Consultado el 17 de mayo de 2021.